# Crab Orchard (Nebraska)
Crab Orchard – wieś w Stanach Zjednoczonych, w stanie Nebraska, w hrabstwie Johnson.